# Timothée Chalamet
Timothée Hal Chalamet (* 27. prosince 1995, New York, New York) je americko-francouzský herec. Je držitelem několika ocenění, včetně Ceny Sdružení filmových a televizních herců, dvou nominací na Oscara a čtyř nominací na Zlatý glóbus.
Svou kariéru započal v televizi, když se objevil v dramatickém seriálu Ve jménu vlasti (2012). V roce 2014, při studiu Kolumbijské univerzity, zaznamenal svůj filmový debut v komediálním dramatu Muži, ženy a děti a objevil se ve sci-fi filmu Interstellar režiséra Christophera Nolana. Mezinárodní pozornosti se mu dostalo díky hlavní roli zamilovaného dospívajícího v romantickém filmu Dej mi své jméno (2017) režiséra Lucy Guadagnina, za nějž obdržel nominaci na Oscara za nejlepšího herce, čímž se stal třetím nejmladším nominovaným v této kategorii.
Ztvárnil vedlejší role ve filmech Lady Bird (2017) a Malé ženy (2019) režisérky Grety Gerwig a hlavní roli narkomana Nica Sheffa v životopisném filmu Krásný kluk (2018), za níž obdržel uznání kritiků. Poté začal účinkovat v hlavních rolích ve velkorozpočtových filmech, ztvárnil Paula Atreida ve sci-fi filmech Duna (2021) a Duna: Část druhá (2024) režiséra Denise Villeneuvea a Willyho Wonku v hudebním fantasy filmu Wonka (2023). Za ztvárnění písničkaře Boba Dylana v životopisném dramatu Bob Dylan: Úplně neznámý (2024), obdržel druhou nominaci na Oscara a stal se nejmladším držitelem Ceny Sdružení filmových a televizních herců za nejlepšího herce.

## Život a kariéra
Timothée Chalamet se narodil roku 1995 v New Yorku na Manhattanu jako syn Francouze a Američanky. Navštěvoval Fiorello H. LaGuardia High School of Music & Art and Performing Arts v New Yorku a jako herec účinkuje od svých 13 let. Nejprve vystupoval v epizodních rolích v několika televizních seriálech. Od roku 2013 hraje též ve filmech. Má starší sestru Pauline, která pracuje také jako herečka. Jeho matka Nicole Fleder je třetí generací židů, kdy její otec byl rakousko-židovského a matka rusko-židovského původu.
Fleder je realitní makléřkou ve společnosti Corcoran Group. Chalametova matka vystudovala francouzštinu na Yaleově univerzitě a získala titul bakalář. Poté pracovala jako učitelka francouzštiny a lektorka tance. I Chalametův otec Marc Chalamet využívá při své práce dobrou znalost francouzštiny, protože píše články pro deník Le Parisien a edituje mediální příspěvky Dětského fondu Organizace spojených národů.

## Osobní život
Chalamet pobýval střídavě ve státech New York a Kalifornie v roce 2022. I přes značnou mediální pozornost Chalamet komentoval veřejně málokdy své osobní vztahy.
Chalamet se ve volném čase věnuje sportu. V mládí hrál fotbal. Dlouhodobě fandí basketballovému týmu New York Knicks. Tím ovšem Chalametovo sportovní fanouškovství nekončí, protože Chalamet mediálně podporuje a fandí francouzském fotbalovému klubu AS Saint-Étienne.
Kromě zájmu o sport se Chalamet věnoval od svých 15 letech grafickému a funkčnímu předělávání ovladačů od xbox herních konzolích. Chamalet prezentoval svoje proměny na YouTube profilu s názvem  ModdedController360. Rád poslouchá hiphopové skladby a zmínil amerického rappera Kida Cuddiho jako svůj profesionální vzor společně s herci Leonardem DiCapriem a Joaquinem Phoenixem.
Chalamet ovládá angličtinu i francouzštinu. Rovněž má dvojí občanství – americké kvůli místu narození a francouzské kvůli občanství otce. Když Chalamet vyrůstal, trávil čas ve francouzském městě Le Chambon-sur-Lignon u otcových rodičů. Čas, který Chalamet strávil ve Francii, vedl k jeho mezikulturní identifikaci sebe sama. Chalamet chodil na základní školu  PS 87 William T. Sherman School. Středoškolsky se Chalamet vzdělával na MS 245 The Computer School. Chalametovy rodiče ho nechali později přestoupit na MS 54 Booker T. Washington Middle School. Chalamet hodnotil přestup na druhou střední školu jako hrozný, protože učitelé nenaplňovali svým monotónním chováním jeho kreativitu.

## Filmografie

### Film
| Rok  | Název                                          | Role                        | Poznámky |
| ---- | ---------------------------------------------- | --------------------------- | -------- |
| 2014 | Muži, ženy a děti                              | Danny Vance                 |          |
| 2014 | Interstellar                                   | mladý Tom Cooper            |          |
| 2014 | Worst Friends                                  | mladý Sam                   |          |
| 2015 | Plot                                           | Zac                         |          |
| 2015 | The Adderall Diaries                           | dospívající Stephen Elliott |          |
| 2015 | Trable o Vánocích                              | Charlie Cooper              |          |
| 2016 | Miss Stevens                                   | Billy Mitman                |          |
| 2017 | Dej mi své jméno                               | Elio Perlman                |          |
| 2017 | Hot Summer Nights                              | Daniel Middleton            |          |
| 2017 | Lady Bird                                      | Kyle Scheible               |          |
| 2017 | Nepřátelé                                      | vojín Philippe DeJardin     |          |
| 2018 | Krásný kluk                                    | Nic Sheff                   |          |
| 2019 | Král                                           | Jindřich V.                 |          |
| 2019 | Malé ženy                                      | Theodore „Laurie“ Laurence  |          |
| 2019 | Deštivý den v New Yorku                        | Gatsby                      |          |
| 2021 | Duna                                           | Paul Atreides               |          |
| 2021 | Francouzská depeše Liberty, Kansas Evening Sun | Zeffirelli                  |          |
| 2021 | A Man Named Scott                              | on sám                      | dokument |
| 2021 | K zemi hleď!                                   | Yule                        |          |
| 2022 | Do morku kostí                                 | Lee                         |          |
| 2023 | Wonka                                          | Willy Wonka                 |          |
| 2024 | Duna: Část druhá                               | Paul Atreides               |          |
| 2024 | Úplně neznámý                                  | Bob Dylan                   |          |

### Televize
| Rok  | Názeev          | Role             | Poznámky      |
| ---- | --------------- | ---------------- | ------------- |
| 2009 | Zákon a pořádek | Eric Foley       | díl: „Pledge“ |
| 2009 | Loving Leah     | mladý Jake Lever | TV film       |
| 2012 | Milionový lékař | Luke             | 4 díly        |
| 2012 | Ve jménu vlasti | Finn Walden      | 8 dílů        |
| 2013 | Trooper         | Lee Flaxton      | pilotní díl   |

### Divadlo
| Rok  | Název        | Role            | Divadlo                |
| ---- | ------------ | --------------- | ---------------------- |
| 2011 | The Talls    | Nicholas Clarke | McGinn/Cazale Theatre  |
| 2016 | Prodigal Son | Jim Quinn       | Manhattan Theatre Club |

## Ocenění
| Rok  | Ocenění                                       | Kategorie                                   | Práce                    | Výsledek  |
| ---- | --------------------------------------------- | ------------------------------------------- | ------------------------ | --------- |
| 2012 | Screen Actors Guild Awards                    | nejlepší seriálové obsazení (drama)         | Ve jménu vlasti          | nominace  |
| 2016 | Drama League Awards                           | nejlepší herecký výkon                      | Prodigal Son             | nominace  |
| 2016 | Lucille Lortel Awards                         | nejlepší herecký výkon v divadelní hře      | Prodigal Son             | vítězství |
| 2017 | AACTA International Awards                    | nejlepší herec v hlavní roli                | Dej mi své jméno         | nominace  |
| 2017 | Alliance of Women Film Journalists            | nejlepší herec v hlavní roli                | Dej mi své jméno         | nominace  |
| 2017 | Atlanta Film Critics Circle                   | nejlepší herec v hlavní roli                | Dej mi své jméno         | vítězství |
| 2017 | Austin Film Critics Association               | objev roku: ocenění Bobbyho McCurdyho       | Dej mi své jméno         | vítězství |
| 2017 | Boston Society of Film Critics                | nejlepší herec v hlavní roli                | Dej mi své jméno         | 2. místo  |
| 2017 | Critics' Choice Awards                        | nejlepší herec v hlavní roli                | Dej mi své jméno         | nominace  |
| 2017 | Critics' Choice Awards                        | nejlepší obsazení                           | Lady Bird                | nominace  |
| 2017 | Columbus Film Critics Association             | nejlepší herec v hlavní roli                | Dej mi své jméno         | nominace  |
| 2017 | Columbus Film Critics Association             | herec roku                                  | Dej mi své jméno         | nominace  |
| 2017 | Columbus Film Critics Association             | objev roku                                  | Dej mi své jméno         | nominace  |
| 2017 | Dallas–Fort Worth Film Critics Association    | nejlepší herec v hlavní roli                | Dej mi své jméno         | 4. místo  |
| 2017 | Detroit Film Critics Society                  | nejlepší herec v hlavní roli                | Dej mi své jméno         | nominace  |
| 2017 | Detroit Film Critics Society                  | objev roku                                  | Dej mi své jméno         | nominace  |
| 2017 | Detroit Film Critics Society                  | nejlepší obsazení                           | Lady Bird                | nominace  |
| 2017 | Denver Film Critics Society                   | nejlepší herec v hlavní roli                | Dej mi své jméno         | nominace  |
| 2017 | Dorian Awards                                 | nejlepší herec v hlavní roli                | Dej mi své jméno         | vítězství |
| 2017 | Dorian Awards                                 | stoupající hvězda                           | Dej mi své jméno         | vítězství |
| 2017 | Dublin Film Critics' Circle                   | nejlepší herec v hlavní roli                | Dej mi své jméno         | 4. místo  |
| 2017 | Empire Awards                                 | nejlepší nováček: muž                       | Dej mi své jméno         | nominace  |
| 2017 | Filmová cena Britské akademie                 | nejlepší herec v hlavní roli                | Dej mi své jméno         | nominace  |
| 2017 | Filmová cena Britské akademie                 | stoupající hvězda                           | Dej mi své jméno         | nominace  |
| 2017 | Florida Film Critics Circle                   | nejlepší herec v hlavní roli                | Dej mi své jméno         | vítězství |
| 2017 | Florida Film Critics Circle                   | objev roku                                  | Dej mi své jméno         | vítězství |
| 2017 | Florida Film Critics Circle                   | nejlepší obsazení                           | Lady Bird                | nominace  |
| 2017 | Hollywood Film Awards                         | objev roku                                  | Dej mi své jméno         | vítězství |
| 2017 | Houston Film Critics Society                  | nejlepší herec v hlavní roli                | Dej mi své jméno         | nominace  |
| 2017 | Georgia Film Critics Association              | nejlepší herec v hlavní roli                | Dej mi své jméno         | nominace  |
| 2017 | Georgia Film Critics Association              | objev roku                                  | Dej mi své jméno         | nominace  |
| 2017 | Georgia Film Critics Association              | nejlepší obsazení                           | Lady Bird                | nominace  |
| 2017 | Gotham Award                                  | objev roku                                  | Dej mi své jméno         | vítězství |
| 2017 | Gold Derby Awards                             | nejlepší herec v hlavní roli                | Dej mi své jméno         | vítězství |
| 2017 | Gold Derby Awards                             | objev roku                                  | Dej mi své jméno         | vítězství |
| 2017 | Gold Derby Awards                             | nejlepší obsazení                           | Dej mi své jméno         | nominace  |
| 2017 | Gold Derby Awards                             | nejlepší obsazení                           | Lady Bird                | vítězství |
| 2017 | Chicago Film Critics Association              | nejlepší herec v hlavní roli                | Dej mi své jméno         | vítězství |
| 2017 | Chicago Film Critics Association              | nejslibnější herec                          | Dej mi své jméno         | vítězství |
| 2017 | Chicago Independent Critics Circle            | nejlepší herec v hlavní roli                | Dej mi své jméno         | nominace  |
| 2017 | Chicago Independent Critics Circle            | nejlepší obsazení                           | Lady Bird                | nominace  |
| 2017 | IndieWire Critic's Poll                       | nejlepší herec v hlavní roli                | Dej mi své jméno         | vítězství |
| 2017 | Independent Spirit Awards                     | nejlepší herec v hlavní roli                | Dej mi své jméno         | vítězství |
| 2017 | Indiana Film Journalists Association          | objev roku                                  | Dej mi své jméno         | vítězství |
| 2017 | International Cinephile Society               | nejlepší herec v hlavní roli                | Dej mi své jméno         | vítězství |
| 2017 | International Cinephile Society               | nejlepší obsazení                           | Dej mi své jméno         | nominace  |
| 2017 | International Cinephile Society               | nejlepší obsazení                           | Lady Bird                | 2. místo  |
| 2017 | Iowa Film Critics Association                 | nejlepší herec v hlavní roli                | Dej mi své jméno         | 2. místo  |
| 2017 | Irish Film & Television Awards                | nejlepší mezinárodní herec                  | Dej mi své jméno         | nominace  |
| 2017 | Kansas City Film Critics' Circle              | nejlepší herec v hlavní roli                | Dej mi své jméno         | vítězství |
| 2017 | London Film Critics' Circle                   | nejlepší herec v hlavní roli                | Dej mi své jméno         | vítězství |
| 2017 | Los Angeles Film Critics Association          | nejlepší herec v hlavní roli                | Dej mi své jméno         | nominace  |
| 2017 | Los Angeles Online Film Critics Society       | nejlepší herec v hlavní roli                | Dej mi své jméno         | nominace  |
| 2017 | Los Angeles Online Film Critics Society       | nejlepší herec/herečka ve věku do 23 let    | Dej mi své jméno         | nominace  |
| 2017 | Mezinárodní filmový festival v Palm Springs   | Ocenění stoupající hvězda                   | Dej mi své jméno         | vítězství |
| 2017 | Mezinárodní filmový festival v Santa Barbaře  | Ocenění Virtuoso                            | Dej mi své jméno         | vítězství |
| 2017 | MTV Movie & TV Awards                         | nejlepší výkon ve filmu                     | Dej mi své jméno         | nominace  |
| 2017 | National Board of Review                      | objev roku                                  | Dej mi své jméno         | vítězství |
| 2017 | National Society of Film Critics              | nejlepší herec v hlavní roli                | Dej mi své jméno         | 3. místo  |
| 2017 | New York Film Critics Circle                  | nejlepší herec v hlavní roli                | Dej mi své jméno         | vítězství |
| 2017 | New York Film Critics Online                  | objev roku                                  | Dej mi své jméno         | vítězství |
| 2017 | North Carolina Film Critics Association       | nejlepší herec v hlavní roli                | Dej mi své jméno         | nominace  |
| 2017 | Online Film Critics Society                   | nejlepší herec v hlavní roli                | Dej mi své jméno         | nominace  |
| 2017 | Online Film Critics Society                   | nejlepší obsazení                           | Lady Bird                | nominace  |
| 2017 | Oscar                                         | nejlepší herec v hlavní roli                | Dej mi své jméno         | nominace  |
| 2017 | Phoenix Critics Circle                        | nejlepší herec v hlavní roli                | Dej mi své jméno         | vítězství |
| 2017 | Phoenix Critics Circle                        | objev roku                                  | Dej mi své jméno         | nominace  |
| 2017 | San Diego Film Critics Society                | nejlepší herec v hlavní roli                | Dej mi své jméno         | nominace  |
| 2017 | San Diego Film Critics Society                | nejlepší obsazení                           | Lady Bird                | nominace  |
| 2017 | Seattle Film Critics Society                  | nejlepší obsazení                           | Lady Bird                | nominace  |
| 2017 | San Francisco Film Critics Circle             | nejlepší herec v hlavní roli                | Dej mi své jméno         | nominace  |
| 2017 | Screen Actors Guild Awards                    | nejlepší herec v hlavní roli                | Dej mi své jméno         | nominace  |
| 2017 | Screen Actors Guild Awards                    | nejlepší obsazení                           | Lady Bird                | nominace  |
| 2017 | Teen Choice Awards                            | nejlepší herec (drama)                      | Lady Bird                | nominace  |
| 2017 | Toronto Film Critics Association              | nejlepší herec v hlavní roli                | Dej mi své jméno         | 2. místo  |
| 2017 | Vancouver Film Critics Circle                 | nejlepší herec v hlavní roli                | Dej mi své jméno         | nominace  |
| 2017 | Village Voice Film Poll                       | nejlepší herec v hlavní roli                | Dej mi své jméno         | 2. místo  |
| 2017 | Washington D.C. Area Film Critics Association | nejlepší herec v hlavní roli                | Dej mi své jméno         | nominace  |
| 2017 | Women Film Critics Circle                     | nejlepší herec v hlavní roli                | Dej mi své jméno         | nominace  |
| 2017 | Zlatý glóbus                                  | nejlepší herec v hlavní roli                | Dej mi své jméno         | nominace  |
| 2018 | AACTA International Awards                    | nejlepší herec ve vedlejší roli             | Beautiful Boy            | nominace  |
| 2018 | Dallas–Fort Worth Film Critics Association    | nejlepší herec ve vedlejší roli             | Beautiful Boy            | 4. místo  |
| 2018 | Filmová cena Britské akademie                 | nejlepší herec ve vedlejší roli             | Beautiful Boy            | nominace  |
| 2018 | Columbus Film Critics Association             | nejlepší herec ve vedlejší roli             | Beautiful Boy            | nominace  |
| 2018 | Critics' Choice Awards                        | nejlepší herec ve vedlejší roli             | Beautiful Boy            | nominace  |
| 2018 | Dorian Awards                                 | nejlepší herec ve vedlejší roli             | Beautiful Boy            | nominace  |
| 2018 | Georgia Film Critics Association              | nejlepší herec ve vedlejší roli             | Beautiful Boy            | nominace  |
| 2018 | Hollywood Film Awards                         | nejlepší herec ve vedlejší roli             | Beautiful Boy            | vítězství |
| 2018 | Houston Film Critics Society                  | nejlepší herec ve vedlejší roli             | Beautiful Boy            | nominace  |
| 2018 | Chicago Film Critics Association              | nejlepší herec ve vedlejší roli             | Beautiful Boy            | nominace  |
| 2018 | Kansas City Film Critics Circle               | nejlepší herec ve vedlejší roli             | Beautiful Boy            | 2. místo  |
| 2018 | Latino Entertainment Journalists Association  | nejlepší herec ve vedlejší roli             | Beautiful Boy            | nominace  |
| 2018 | Los Angeles Online Film Critics Society       | nejlepší herec ve věku 23 a méně            | Beautiful Boy            | nominace  |
| 2018 | Mezinárodní filmový festival v Palm Springs   | Ocenění Spotlight                           | Beautiful Boy            | vítězství |
| 2018 | North Texas Film Critics Association          | nejlepší herec ve vedlejší roli             | Beautiful Boy            | 2. místo  |
| 2018 | Online Association of Female Film Critics     | nejlepší herec ve vedlejší roli             | Beautiful Boy            | nominace  |
| 2018 | San Diego Film Critics Society                | nejlepší herec ve vedlejší roli             | Beautiful Boy            | vítězství |
| 2018 | Satellite Awards                              | nejlepší herec ve vedlejší roli             | Beautiful Boy            | nominace  |
| 2018 | Screen Actors Guild Awards                    | nejlepší herec ve vedlejší roli             | Beautiful Boy            | nominace  |
| 2018 | St. Louis Film Critics Association            | nejlepší herec ve vedlejší roli             | Beautiful Boy            | nominace  |
| 2018 | Washington D.C. Area Film Critics Association | nejlepší herec ve vedlejší roli             | Beautiful Boy            | nominace  |
| 2018 | Zlatý glóbus                                  | nejlepší herec ve vedlejší roli             | Beautiful Boy            | nominace  |
| 2023 | Zlatý glóbus                                  | nejlepší herec v komedii nebo muzikálu      | Wonka                    | nominace  |
| 2024 | Screen Actors Guild Awards                    | nejlepší mužský herecký výkon v hlavní roli | Bob Dylan: Úplně neznámý | vítězství |
| 2024 | Zlatý glóbus                                  | nejlepší mužský herecký výkon (drama)       | Bob Dylan: Úplně neznámý | nominace  |
| 2024 | Filmová cena Britské akademie                 | nejlepší mužský herecký výkon v hlavní roli | Bob Dylan: Úplně neznámý | nominace  |
| 2024 | Chicago Film Critics Association              | nejlepší mužský výkon v hlavní roli         | Bob Dylan: Úplně neznámý | nominace  |
| 2024 | Dallas–Fort Worth Film Critics Association    | nejlepší mužský výkon v hlavní roli         | Bob Dylan: Úplně neznámý | 3. místo  |
| 2024 | Las Vegas Film Critics Society                | nejlepší mužský výkon v hlavní roli         | Bob Dylan: Úplně neznámý | nominace  |
| 2024 | New York Film Critics Online                  | nejlepší mužský výkon v hlavní roli         | Bob Dylan: Úplně neznámý | nominace  |